# FX Life
FX Life (ранее Fox Life) — развлекательный телеканал для всей семьи, первоначально запущенный в Италии 13 мая 2004 года компанией Fox International Channels и транслирующийся на Латинскую Америку, Европу и Японию. На телеканале представлены широко известные популярные и любимые российскими зрителями сериалы, такие как «Отчаянные домохозяйки», «Дурман», «Анатомия страсти»; передачи о моде и жизни звезд, лучшие мировые реалити-шоу и самые искренние программы о человеческих отношениях.

## История
Вещание в России и странах СНГ и Прибалтики началось 15 апреля 2008 года.
С февраля 2011 года российский канал вещает в формате изображения 16:9, а также в формате высокой чёткости HD.
Официальным дистрибьютором телеканала на территории России и стран СНГ является компания «Телко Медиа».
1 октября 2022 года телеканал прекратил вещание на территории России, но продолжил вещание в странах СНГ (за исключением Белоруссии) и Прибалтики. 24 января 2024 года в рамках международного ребрендинга изменил название на FX Life.

## Программная сетка канала в российской версии
- 8 простых правил для друга моей дочери подростка
- Адвокатская практика[2]
- Анатомия страсти[2]
- Армейские жены[2]
- Без координат[2]
- Безумцы[2]
- Братья и сёстры[2]
- Будь мужчиной![2]
- В последний момент[2]
- В стиле Джейн[2]
- Вспомни, что будет[2]
- Говорящая с призраками[2]
- Город хищниц[2]
- Грязные мокрые деньги[2]
- Грязные танцы: Моменты жизни[2]
- Грязные танцы США[2]
- Дедушка поневоле[2]
- Доктор Хаус
- Доктор Хафф[2]
- Друзья[2]
- Дурман[2]
- Дурнушка[2]
- Желтая пресса[2]
- Женщина-президент[2]
- Значит, ты умеешь танцевать[2]
- Игра престолов[2]
- Из жизни звезд[2]
- Неуклюжая[2]
- Как две капли[2]
- Как сказал Джим[2]
- Кардинальное преображение[2]
- Касл[2]
- Кевин Хилл[2]
- Коломбо[2]
- Королева экрана[2]
- Крупным планом[2]
- Кто такая Саманта?[2]
- Купидон[2]
- Мелисса и Джоуи[2]
- Месть[2]
- Моя жена и дети[2]
- Настоящая кровь[2]
- Необыкновенная семейка[2]
- Одинокий Гари[2]
- Однажды в сказке[2]
- Опять и снова[2]
- Отчаянные домохозяйки[2]
- Плантация[2]
- Помадные джунгли[2]
- Провиденс[2]
- Пропавший без вести[2]
- Развод по-голливудски[2]
- Рыжая[2]
- Секс в большом городе[2]
- Семейное положение: нужное подчеркнуть[2]
- Следствие по телу[2]
- Сознание[2]
- Софи[2]
- Счастливый конец[2]
- Скандал[2]
- Тайны Лауры[2]
- Тайные операции[2]
- Тайны Палм Спрингс[2]
- Тори и Дин[2]
- Тяжёлый случай[2]
- Частная практика[2]
- Читающий мысли[2]
- Что насчет Брайана[2]
- Шпионки[2]
- Элай Стоун[2]
- Эпизоды[2]